# Ван Арк, Джоан
Джоан Ван Арк (англ. Joan Van Ark; род. 16 июня 1943, Нью-Йорк, Нью-Йорк) — американская актриса и телеведущая, наиболее известная по роли Вэлин Юинг в телесериалах «Даллас» и его спин-оффе «Тихая пристань».

## Ранняя жизнь

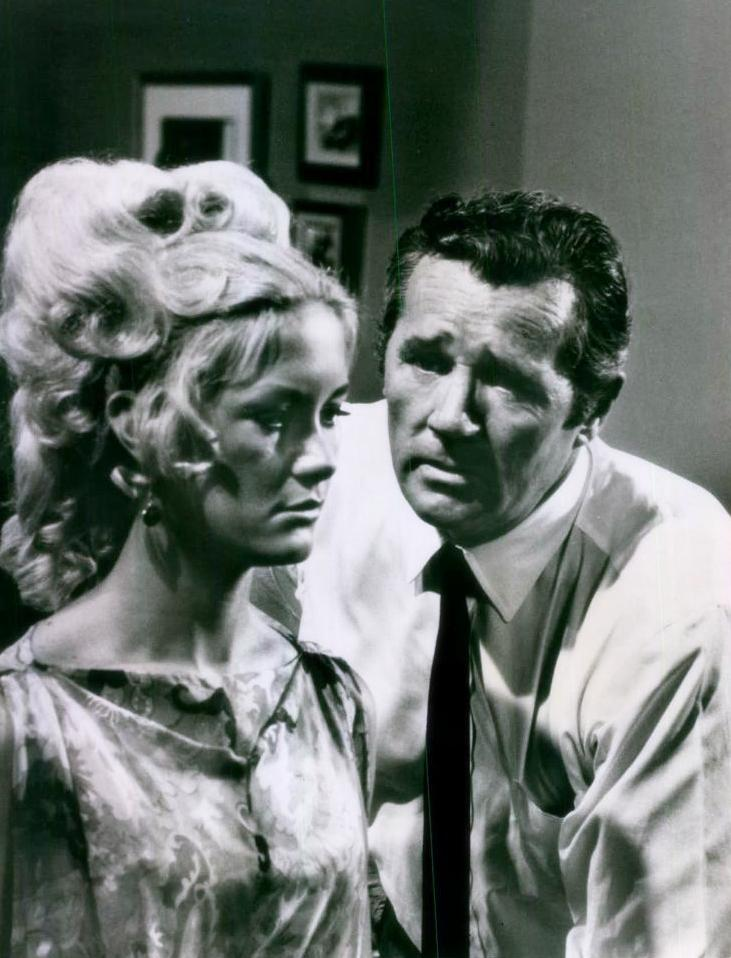
Джоан Ван Арк в 1968 году

Джоан Ван Арк родилась в Нью-Йорке. Когда ей было пятнадцать лет она работала школьным репортером и взяла интервью у актрисы Джули Харрис, которая порекомендовала Арк пойти в Йельскую школу драмы, куда она вскоре поступила. Спустя годы Харрис сыграла роль матери героини Арк на экране.

## Карьера
Джоан Ван Арк начала свою карьеру в театре в пьесах «Скупой», «Смерть коммивояжёра» и «Босиком в парке». Она получила номинацию на премию «Тони» за роль в пьесе «Школа жен» в 1971 году. После она подписала контракт с Universal Studios и появилась в нескольких фильмах и телевизионных комедиях.
Джоан Ван Арк наиболее известна по роли Вэлин Юинг в телесериалах «Даллас» и его спин-оффе «Тихая пристань». Она впервые появилась в «Далласе» в 1978 году, а в 1979 году получила одну из центральных ролей в его спин-оффе «Тихая пристань», где снималась до финала шоу в 1993 году. Кроме этого она срежиссировала несколько эпизодов сериала и снялась в телефильме-продолжении в 1997 году. В последующие годы она в основном была активна на Офф-Бродвейской сцене. В 2004—2005 годах она появилась в мыльной опере «Молодые и дерзкие», а в 2008 воссоединилась с Донной Миллз в сериале «Части тела».
Спустя два десятилетия Джоан Ван Арк повторит свою роль Вэлин Юинг во втором сезоне телесериала «Даллас», одноимённом продолжении оригинального шоу.

## Личная жизнь
С 1966 года Джоан Ван Арк замужем за телевизионным корреспондентом Джоном Маршаллом, у них есть дочь Ванесса Маршалл, актриса озвучивания, родившаяся 19 октября 1969 года. В последние годы Джоан Ван Арк привлекает к себе внимание прессы в основном из-за неудачных пластических операций.

## Фильмография
- 1970 — Дни нашей жизни/Days of Our Lives
- 1972 — Лягушки/Frogs
- 1973 — Чёртва служба в госпитале Мэш/M*A*S*H (2 сезон, 3 эпизод)

- 1977 — Последний динозавр/The Last Dinosaur
- 1978—1991 — Даллас/Dallas (8 эпизодов)
- 1979—1993 — Тихая пристань/Knots Landing (327 эпизодов)
- 1995 — Когда позвонит человек тьмы/When the Dark Man Calls
- 1998 — Loyal Opposition
- 2000 — Заложники/Held for Ransom
- 2001 — UP, Michigan!
- 2003 — Net Games
- 2004—2005 — Молодые и дерзкие/The Young and the Restless (54 эпизода)
- 2005 — Diamond Zero
- 2008 — Channels
- 2008—2010 — Части тела/Nip/Tuck (2 эпизода)
- 2012 — Watercolor Postcards
- 2013 — Даллас / Dallas